# Sinal algedônico
Um sinal algedônico é uma mensagem enviada por um sistema que sinaliza um pedido de interferência a um metasistema. Um exemplo comum é quando uma parte do corpo envia ao cérebro uma mensagem sinalizando prazer ou dor. Tal proposta foi definida por Stafford Beer em seu livro Brain of The Firm. Um mecanismo de estimulação pode gerar um sinal algedônico e, assim, fornecer um importante mecanismo de sobrevivência para um organismo vivo, alertando-o para uma possível ameaça. Um exemplo de uma consequências desastrosa de tal característica não existir em certos sistemas é o de uma mariposa que ao se sentir atraída pela luz de uma chama, acaba por falecer sem reconhecer o perigo de ser incendiada.
No sistema nervoso humano, uma variedade de sinais algedônicos estão presentes na formação reticular do mesencéfalo em todo o corpo. Uma fonte de dor, como pisar em vidro quebrado ou tocar uma superfície em chamas, gera um sinal algedônico, interrompendo o fluxo normal de consciência e provocando uma reflexo.